# Apple Photos
Apple Photos — це програма для керування та редагування фотографій, розроблена Apple для власних платформ. Випущено як пакетну програму в iOS 8 17 вересня 2014 р. і замінивши Camera Roll — що випущена як пакетна програма для користувачів OS X Yosemite в оновленні 10.10.3 8 квітня 2015 р. Пізніше випущений для tvOS 10 13 вересня 2016 року.

## Історія
У червні 2014 року компанія Apple оголосила про свої плани припинити існування iPhoto і Aperture, щоб замінити новим додатком — "Фото", в 2015 році.  «Фотографії» включена в OS X Yosemite 10.10.3, як безкоштовне оновлення для користувачів 8 квітня 2015 р.  
13 вересня 2016 року додаток пізніше було включено в tvOS 10.

## Особливості
«Фотографії» мають бути менш складними, ніж їх професійний попередник, «Діафрагма». «Фотографії» впорядковані за "моментом", який являє собою поєднання метаданих часу та місця розташування, доданих до фотографії.

### Редагування
За замовчуванням фотографії складають складні інструменти редагування у кілька простих елементів управління. Photos розроблений для того, щоб "винагородити цікавість і додаткові кліки все більш детальними можливостями маніпуляцій". Також доступна кнопка автоматичного вдосконалення в один клік. З останніми версіями ПЗ властивості було розширено.

### Фототека iCloud
Фототека iCloud інтенсивно інтегрована в програму, зберігаючи фотографії та відео в синхронізації з різними пристроями Apple, призначеними користувачем (наприклад, Mac, iPhone та iPad), включаючи редагування та структуру альбомів. Місце для зберігання починається з безкоштовних 5 ГБ і його можна придбати на різних рівнях до 2 ТБ. Хоча інтеграція iCloud все ще необов’язкова, вона набагато важливіша для Фотографій у порівнянні з iPhoto.

### Професійний друк
Як і попередники, «Фотографії» спочатку включали низку варіантів професійного друку фотографій, які потім за бажанням можна було перетворити на книги чи календарі та надіслати їх на адресу. За допомогою Photos, Apple додала нові типи відбитків, включаючи квадратні розміри та можливість друку панорам. У липні 2018 року Apple повідомила через спливаюче повідомлення у програмі Photos, що вони припиняють користуватися цими послугами, додавши, що користувачі повинні подати остаточні замовлення на друк до 30 вересня 2018 року.

### Спільний доступ
iCloud Photo Sharing дозволяє обмінюватися фотографіями з іншими. Інші можуть переглядати, лайкувати або коментувати існуючі спільні фотографії або додавати нові фотографії до спільного альбому. Інші способи обміну даними включають електронну пошту, соціальну платформу, яка інтегрується через iOS Extensions, або технологію Apple-peer-to-peer AirDrop.

## Критика
Критики відзначають втрату функціональності Photos у порівнянні з попередниками. Зокрема, фотографії більше не можна замовляти як події, але вони автоматично впорядковуються хронологічно за моментами або повинні бути розміщені в альбомах; останні не допускають автоматичного сортування. (Хоча розумні альбоми з налаштованими користувачем правилами дозволяють сортувати). Що стосується OS X El Capitan, досі працює лише остання версія iPhoto; оскільки iPhoto було вилучено з магазину Mac App Store, клієнти, які перейшли на El Capitan, не отримавши попередньої версії iPhoto, були заблоковані з iPhoto без попередження, змушуючи їх використовувати Фотографії.